# Кенийско-сейшельские отношения
Кенийско-сейшельские отношения — двусторонние дипломатические отношения между Кенией и Сейшельскими Островами. Государства являются членами Организации Объединённых Наций, Африканского союза, Содружества наций, Международного валютного фонда (МВФ) и Всемирного банка (ВБ).

## История
В апреле 2017 года президент Сейшельских Островов Дэнни Фор совершил государственный визит в Кению, где провел переговоры с президентом Ухуру Кениатой. Во время визита было подписано множество соглашений, стороны договорились о дальнейшем развитии двусторонних отношений, торговых и военных связей.
В 2014 году секретарь кабинета министров иностранных дел Кении Амина Мохамед совершила официальный визит на Сейшельские Острова, где провела переговоры с президентом Джеймсом Мишелем. Также министр иностранных дел Сейшельских Островов посетил Кению, где провел переговоры с президентом и секретарём кабинета министров иностранных дел.
В 2015 году президент Кении назвал отношения между государствами «естественным партнерством», а также провел переговоры с президентом Сейшельских Островов во время саммита США-Африка.

## Сотрудничество
Государства сотрудничают во многих областях, включая: торговлю, морскую безопасность и борьбу с пиратством, синюю экономику, парламентские и торговые обмены, молодежи и спорта, культурного обмена, рыболовства, обмена информацией, обмена рабочей силой и экспертами.
У стран также есть совместное сотрудничество в области туризма и образования, где большое количество преподавателей-экспатов на Сейшельских Островах являются кенийцами.
В 2015 году государства подписали Соглашение об избежании двойного налогообложения, которое расширило деловые и инвестиционные связи между ними.

## Торговля
В 2012 году объём товарооборота между государствами составил сумму 6 миллионов долларов США.
Кения экспортировала товаров на Сейшельские Острова на сумму 2 миллиона долларов США. Кроме того, Сейшельские Острова экспортировали товары на сумму 4 миллиона долларов США в Кению. Экспорт Кении на Сейшельские Острова: сельскохозяйственная и медицинская продукция, а экспорт Сейшельских Островов в Кению — рыбная продукция.